# Pröbstling

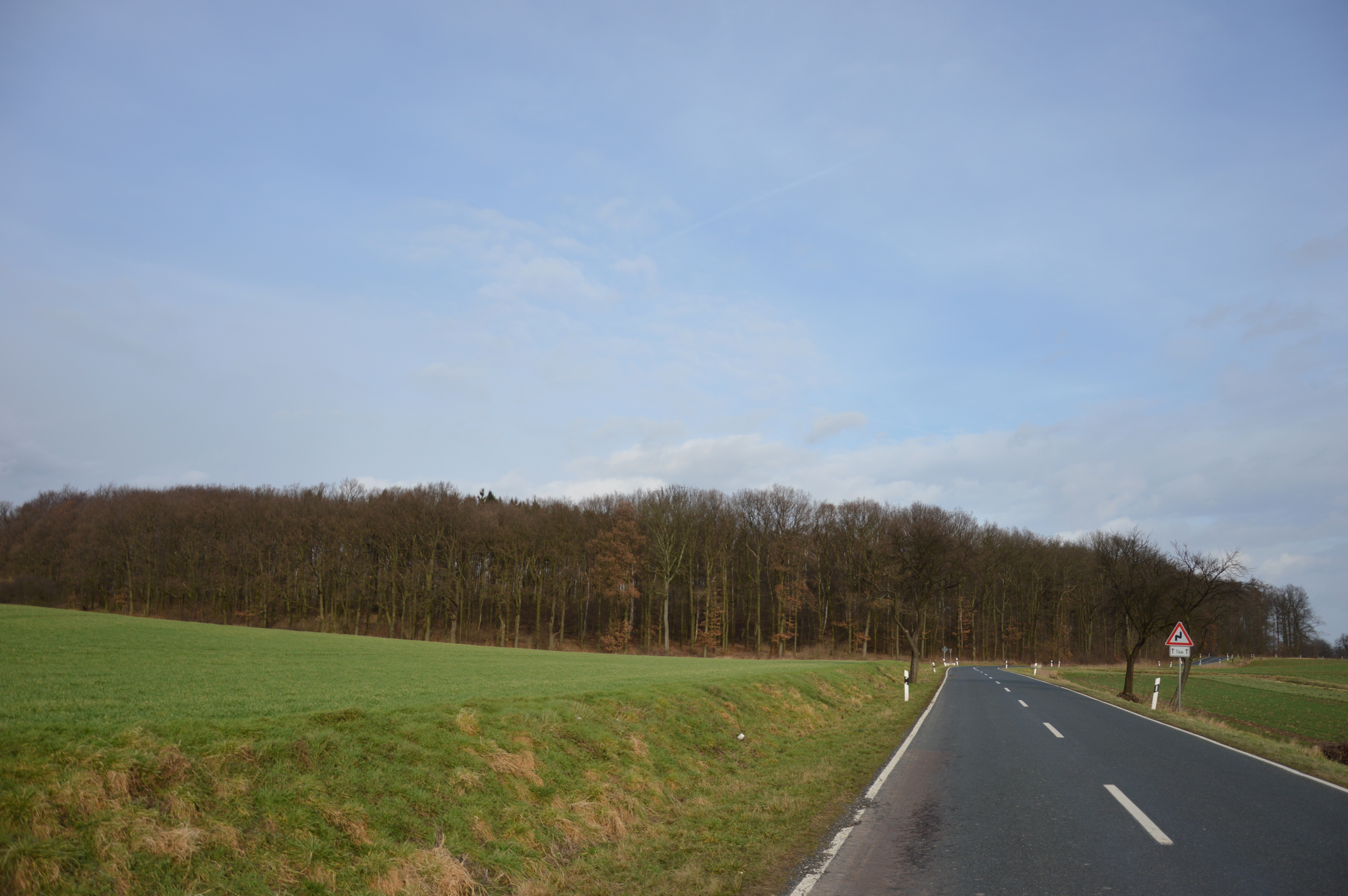
Pröbstling, Blick von Südwesten, Februar 2016

Der Pröbstling ist ein kleines Waldgebiet am nordwestlichen Rand des Hohen Holzes in Sachsen-Anhalt. 
Es hat eine Nord-Süd-Ausdehnung von etwa 700 und eine Ost-West-Ausdehnung von ungefähr 500 Metern. Der Pröbstling gehört zum Gebiet des Ortsteils Wormsdorf der Gemeinde Eilsleben im Landkreis Börde. Südlich des Pröbstlings verläuft die Landesstraße 77 vom westlich gelegenen Beckendorf nach Osten nach Eggenstedt. Nordöstlich liegt Gehringsdorf. Westlich des Pröbstlings verläuft der Bachlauf Osterbeek.
Koordinaten: 52° 6′ 35,7″ N, 11° 11′ 2,6″ O